# 皈依猶太教
皈依猶太教或改宗猶太教（giyur）是一種宗教行爲，在一位拉比的監督之下通過一個人對猶太生活的研習和浸入而完成。其間，拉比作爲猶太教法庭相關的宗教工作者正式確認一個非猶太教徒滿足了猶太教的改宗要求、體現出了對猶太信仰和習俗的獻身和對猶太族群、文化和歷史的接受 。有時猶太血統存疑者（包括根據猶太習俗被養大者）也可爲他人展開改宗儀式，但此類過程并不一定能通過《哈拉卡》等傳統猶太法律針對「誰是猶太人？」的檢驗。

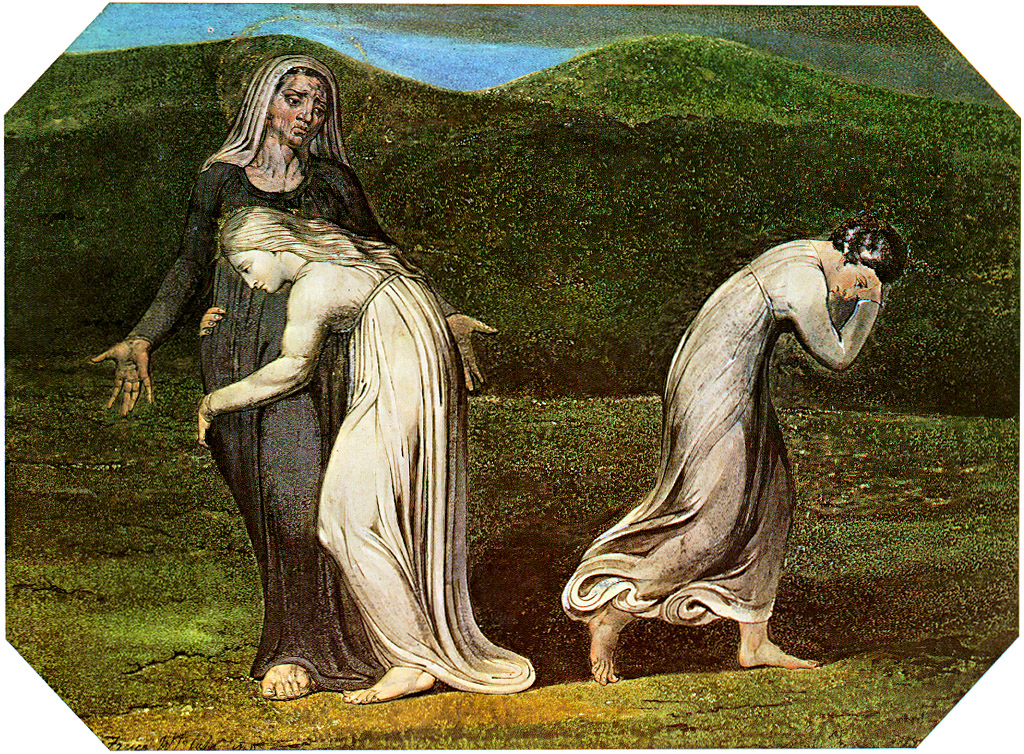
拿俄米祈求路得與奧珀回歸摩押人之地，由威廉·布萊克繪於1795年。

改宗的具體流程和方式通常取決於具體的猶太教宗派，且依據某一宗派之要求進行的改宗并不一定能夠爲另一宗派所認可。在某些情況下，一個人可以放棄對猶太教的正式改宗、但接受猶太教的全部或部分信仰與習俗。然而假如未經正式改宗，許多恪守教規的猶太人可能會拒絕承認其猶太身份。

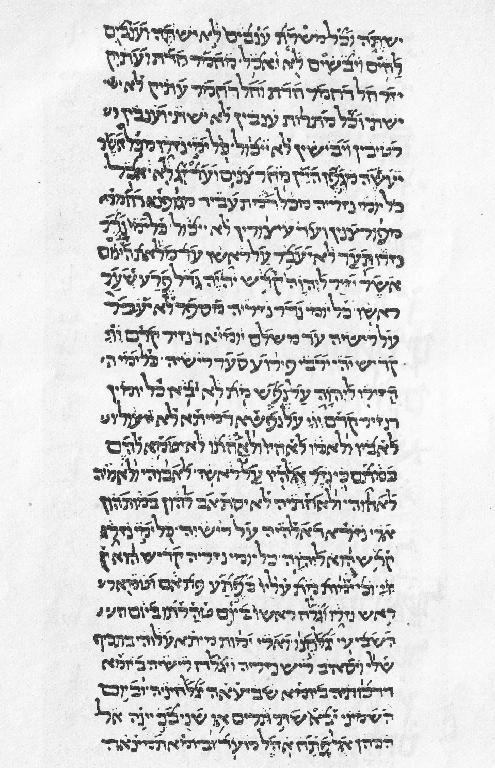
12世紀的希伯來語《妥拉》節選（ 6:3-10），藏於不列顛博物館。圖中的文字與《塔庫姆譯本》交替描述了改宗猶太教的羅馬人昂克羅斯。

除個人外，也有族群整體融入猶太習俗和傳統的現象。如在俄國，嚴守安息日的基督徒并未改宗至猶太教，但實際上遵循了該教的方方面面。 不過如果嚴守安息日的基督徒以及其他任何未經正式改宗者希望能夠移民以色列或者與傳統猶太家庭的成員結婚，那麽正式改宗仍然不可或缺。